# Хамбург (Илиноис)
Хамбург (енгл. Hamburg) град је у америчкој савезној држави Илиноис.

## Демографија
По попису из 2010. године број становника је 128, што је 2 (1,6%) становника више него 2000. године.
| Група             | 2000.       | 2010.       |
| Белци             | 125 (99,2%) | 119 (93,0%) |
| Афроамериканци    | 0 (0,0%)    | 1 (0,8%)    |
| Азијати           | 0 (0,0%)    | 3 (2,3%)    |
| Хиспаноамериканци | 0 (0,0%)    | 4 (3,1%)    |
| Укупно            | 126         | 128         |